# Petrus van Bruys
Petrus van Bruys (ook wel bekend als Pierre de Bruys of Peter Bruis) (Bruis, fl. 1117 - ca. 1131) was een populaire Franse godsdienstleraar, die door de Rooms-Katholieke Kerk een heresiarch (d.w.z. een leider van een ketterse beweging) werd genoemd, omdat hij de kinderdoop bekritiseerde, tegen het bouwen van kerken en het vereren van kruizen was. Ook verzette hij zich tegen de leer van de transsubstantiatie en ontkende hij de werkzaamheid van gebeden voor de doden.
Van Bruys werd rond het jaar 1131 door een boze menigte vermoord. Informatie met betrekking tot Petrus van Bruys is afgeleid uit twee bestaande bronnen, de verhandeling die Petrus de Eerbiedwaardige tegen zijn volgelingen schreef en van een passage, die werd geschreven door Petrus Abaelardus.

## Voetnoten
1. 1 2   F.L. Cross, redactie door E.A. Livingstone, Oxford Dictionary of the Christian Church, 3e editie, Oxford University Press, 1997, USA, ISBN 0-19-211655-X, blz. 1264.
2. ↑   Petrobrusians, 'Catholic Encyclopedia, Robert Appleton Company, 1911, zie hier